# Lac Le Marié
Pour les articles homonymes, voir Marié.
Le lac Le Marié est situé dans la zec Martin-Valin sur la rive Nord du fleuve Saint-Laurent, dans le territoire non organisé du Mont-Valin, dans la municipalité régionale de comté (MRC) du Fjord-du-Saguenay dans la région administrative de Saguenay-Lac-Saint-Jean, au Québec, au Canada. Ce plan d’eau fait partie de la zec Martin-Valin et du canton de Le Mercier.
Plusieurs routes forestières secondaires desservent les environs du lac Le Marié, notamment pour les besoins de la foresterie et des activités récréotouristiques,,.
La foresterie est la principale activité économique de ce bassin versant ; les activités récréotouristiques, en second.
La surface du lac Le Marié est habituellement gelée de la fin novembre au début avril, toutefois la circulation sécuritaire sur la glace se fait généralement de la mi-décembre à la fin mars.

## Géographie
Les principaux bassins versants voisins du lac Le Marié sont :
- côté Nord : décharge du lac du Coin, rivière Wapishish, lac Barrin, rivière Poulin, rivière aux Sables, lac Poulin-De Courval ;
- côté Est : rivière Tagi, rivière Olaf ;
- côté Sud : rivière à la Cruche, lac Betsiamites, lac Le Breton, lac Jalobert, rivière Sainte-Marguerite ;
- côté Ouest : lac Moncouche, lac Doumic, lac Maingard, rivière à la Cruche, rivière Saint-Louis, lac La Mothe, rivière Shipshaw[1].

Le lac Le Marié comporte une longueur de 7,3 km, une largeur de 1,4 km et une altitude de 653 m. Ce lac est associé à un groupe de lacs dans la même zone : lac Gosselin, lac Le Breton, lac Betsiamites, lac Doumic, lac Maingard, lac Moncouche et lac Marc. Le lac Le Marié s’alimente de cinq décharges de lacs.
L'embouchure de ce lac est située au Nord à :
- 15,6 km au Nord-Ouest de la source de la rivière Sainte-Marguerite ;
- 4,0 km au Sud-Ouest de la confluence de la décharge du lac Le Marié avec la rivière aux Sables ;
- 4,4 km au Nord-Est de l’embouchure du lac Moncouche ;
- 73,3 km au Sud-Est de l’embouchure de la rivière aux Sables (confluence avec le réservoir Pipmuacan) ;
- 38,4 km à l’Est du lac La Mothe lequel est traversé vers le Sud par la rivière Shipshaw ;
- 39,8 km au Nord de la rivière Saguenay[1].

À partir de l’embouchure du lac Le Marié, le courant coule vers le Nord-Est sur 4,8 km en traversant successivement le lac des Trois Chutes et le lac Marc, jusqu’à la rive Ouest de la rivière aux Sables. De là, le courant va vers le Nord jusqu’au réservoir Pipmuacan lequel est traversé vers l’Est par la rivière Betsiamites. Cette dernière coule vers l’Est jusqu’à la rive Nord-Ouest du fleuve Saint-Laurent.

## Toponymie
Cette dénomination date de 1948 ; elle évoque Guillaume Le Marié, membre de l'équipage de Jacques Cartier, lors de son deuxième voyage au Canada en 1535-1536.
Le toponyme « Lac Le Marié » a été officialisé le 5 décembre 1968 à la Banque des noms de lieux de la Commission de toponymie du Québec.